# Kepler-18 d
Kepler-18 d (GSC 03149-02089 d, KIC 8644288 d, 2MASS J19521906+4444467 d) — остання з трьох екзопланет у зірки Kepler-18 в сузір'ї Лебедя.
Екзопланета належить до класу гарячих нептунів і являє собою газового гіганта, нагрітого до 730 Кельвінів, що не має твердої поверхні. Її середня щільність набагато менша, ніж у Нептуна, що говорить про малу кількість важких елементів в хімічному складі. Радіус Kepler-18 в дорівнює семи земних радіусів. Вона обертається на відстані 0,12 а.о. від зірки, здійснюючи повний оборот за п'ятнадцять діб.
Автори відкриття вирахували, що планета має масивне ядро і спостерігається орбітальний резонанс 2:1 з планетою Kepler-18 c.

## Зірка
Зірка Kepler-20, також відома як GSC 03149-02089, відноситься до зірок спектрального класу GV. Зірка знаходиться в 1761 світлових років від Землі в сузір'ї Лебедя. Навколо зірки обертаються, як мінімум, Три планети
Kepler-18 - зірка 13,5 величини, за своїми параметрами схожа на наше Сонце. Її маса і радіус практично ідентичні сонячним; температура поверхні становить близько 5345 кельвінів. У хімічному складі зірки виявлено підвищений вміст важких елементів. Однак, за віком Kepler-18 набагато старше нашого Сонця - їй близько 10 мільярдів років. Зірка отримала своє найменування на честь космічного телескопа Кеплер, який відкрив у неї планети.